# Wda
Die Wda, deutsch Schwarzwasser, ist ein linker Nebenfluss der Weichsel in Polen, dessen Quellgebiet südöstlich der Stadt Bytów (Bütow) in Hinterpommern liegt. Die Länge des Flusses beträgt 210 km, die Fläche des Einzugsgebietes 2345 km².

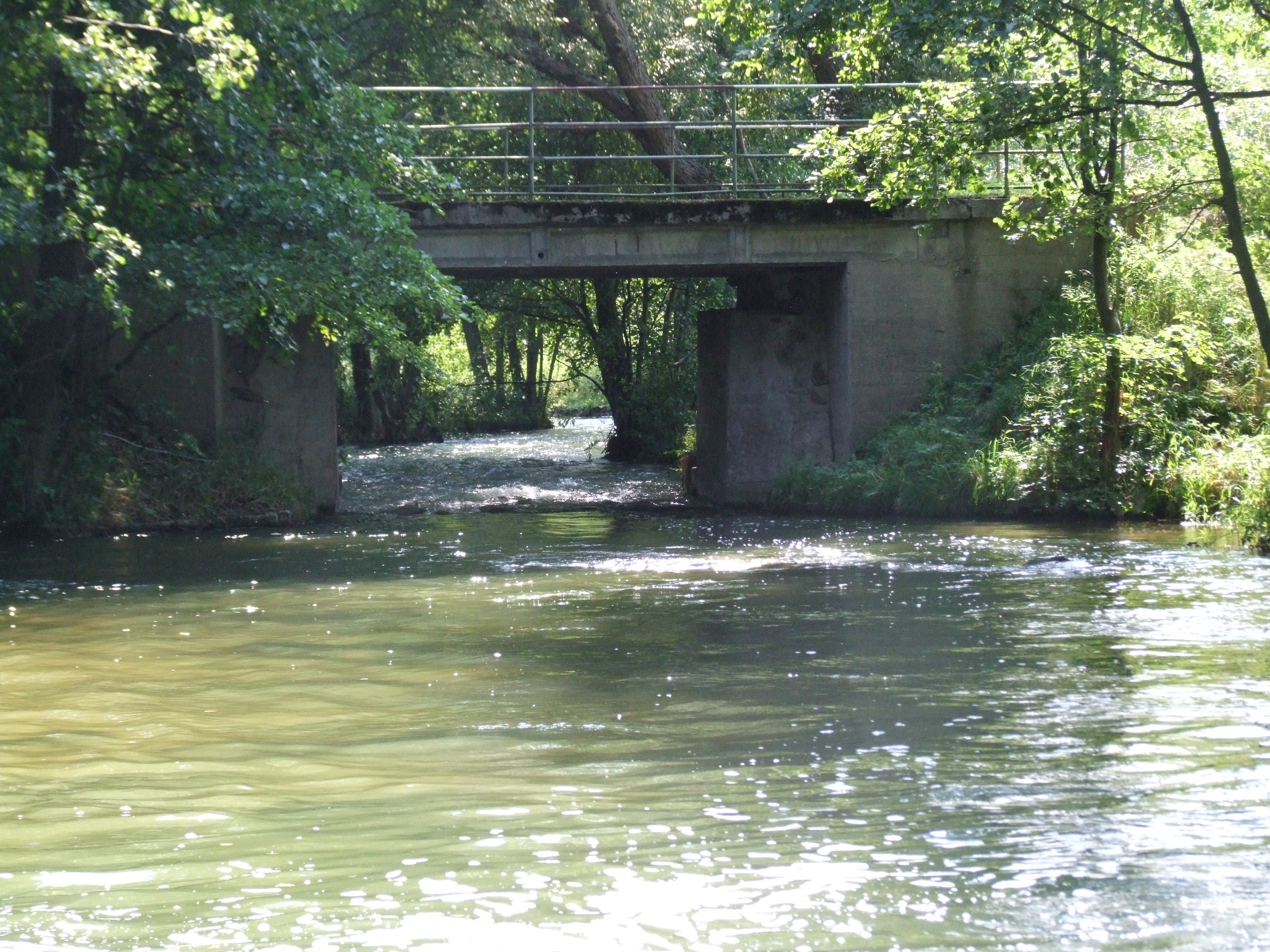
Die Wda im Powiat Kościerski

Die Wda hat ihren Ursprung in Równina Charzykowska, wo sie aus dem Karpno-See in der Nähe des Ortes Osława Dąbrowa (Oslawdamerow), Gemeinde Studzienice (Stüdnitz), bei Bytów entspringt. Sie durchströmt das kaschubische große Wasser und fließt anschließend durch die Tucheler Heide. Sie mündet bei Świecie (Schwetz) in die Weichsel.
Die Wda ist vom Charakter her ein Flachlandfluss. Dennoch ist sie verhältnismäßig abwechslungsreich (vom Bergbach zum breiten, träge fließenden Fluss). Biegungen, oft hohe und an manchen Orten steile bewaldete Ufer sowie Durchbrüche bestimmen den Lauf.